# سیارک ۵۰۹۳
سیارک ۵۰۹۳ (به انگلیسی: 5093 Svirelia، نامگذاری:1982TG1) پنج هزار و نود و سومین سیارک کشف شده‌است که در ۱۴ اکتبر ۱۹۸۲ کشف شد.
قدر مطلق سیارک برابر ۱۳٫۰۰ است.